# Émile Probst

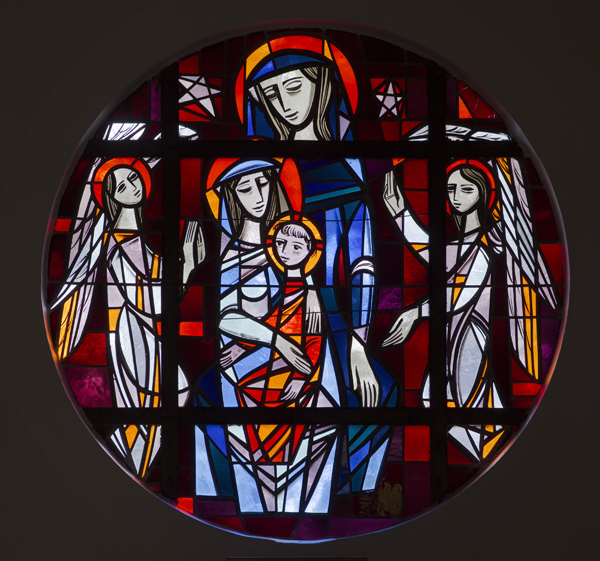
raam (ca. 1961) voor de Onze-Lieve-Vrouw van Altijddurende Bijstandkerk in Ronse.

Emil (Émile) Probst (Vianden, 15 oktober 1913 – Luxemburg-Stad, 2 december 2004) was een Luxemburgs glazenier, kunstschilder en tekenaar.

## Leven en werk
Émile Probst werd geboren in Vianden als zoon van onderwijzer Nicolas Probst en Anne-Marie Noirhomme, en een jongere broer van de kunstenaar Joseph Probst. In 1922 vestigde de familie zich in Luxemburg-Stad. Probst studeerde aan de Koninklijke Academie voor Schone Kunsten van Brussel en de Kunstacademie Düsseldorf. In 1936 trouwde hij met textielkunstenares Denise Massin (1913-1980). Ze hadden een eigen atelier in glasramen en wandtapijten in Brussel en woonden begin jaren 50 enige tijd in Saarbrücken.
Probst werkte vanaf de jaren 30 voor de St. Paulusdruckerei. Als redacteur publiceerde hij meer dan 140 boeken, waarvan hij er 25 zelf illustreerde. In 1942 richtte hij het Luxemburgs tijdschrift Revue op, dat hij twee jaar later weer verkocht. In 1949 won hij met François Gillen, Tony Hagen en Gustave Zanter een prijsvraag voor het ontwerp en de uitvoering van glas-in-loodramen voor de Sint-Willibrordusbasiliek in Echternach, onder leiding van chef d'équipe Jacques Le Chevallier. Probst ontwierp zo'n 120 glas-in-loodramen die werden geplaatst in België, Duitsland en Luxemburg. Hij werkte hierin meerdere keren samen met zijn vrouw of zijn broer Joseph. Een voorbeeld van gezamenlijk werk van Émile en Denise Probst is een ontwerp voor een wandkleed van Onze-Lieve-Vrouw van Troost voor de kapel van Glacis. Het is rechtsonder gesigneerd E+D Probst, ze gebruikten ook wel het monogram EPD (met een verlengde P). Probst publiceerde in de jaren 60 zelf een aantal heiligenlevens als prentenboek, die ook werden vertaald. Hij werd beschouwd als een van de beste illustratoren van religieuze prentenboeken.
Émile Probst overleed op 91-jarige leeftijd.

## Enkele werken
- 1936 illustraties voor Unserer lieben Frau. Luxemburg: St. Paulusdruckerei.
- 1937 affiche 'Luxemburger stimmt für das Wohl der Heimat stimmt Rechtspartei'. Luxemburg: St. Paulusdruckerei.
- 1939 geschilderd voorstelling van de geschiedenis van het hertogdom voor het Luxemburgs paviljoen op de wereldtentoonstelling in New York, met Josef Meyers en Pierre Blanc.[8]
- 1939 affiche 'Jorhonnertfeier vun der Letzeburger Onofhängegket'. Luxemburg: St. Paulusdruckerei.
- 1939 illustraties voor Ginstergeister: 8 Ardenner Erzählungen van Bernard Simminger. Uitgeverij Der Freundeskreis.
- 1939 affiche 'La vallée des 7 châteaux'. Luxemburg : Ed. Huss & Cie.
- 1940 illustraties voor Geschichte Luxemburgs van prof. Jos Meyers. Uitgeverij Der Freundeskreis.
- 1949 ontwerp wapen voor mgr. Léon Lommel, prelaat van de Rooms-Katholieke Kerk, bisschop van Luxemburg.[9]
- 1950 ontwerp bisschopskruis voor mgr. Léon Lommel.
- 1962 kruizigingsgroep voor de parochiekerk van Bonnevoie.[10]
- 1963 illustraties voor Le vaillant petit Tailleur, Le petit Poucet, Le Chaperon-Rouge, Les bons Lutins, Les Animaux Musiciens en Le Chat botté, verhalen van Grimm, uitgegeven door Editions Desclée de Brouwer uit Brugge.
- 1963-1965 serie prentenboeken "Aus dem Leben..." van Probst, met tekst van Josef Quadflieg. Uitgegeven door Patmos Verlag, Düsseldorf. Deeltjes: Aus dem Leben des hl. Franz von Assisi (1963), Aus dem Leben der Mutter Gottes (1963), Aus dem Leben des Hl. Paulus (1964), Aus dem Leben des heiligen Antonius von Padua (1964), Aus dem Leben des Hl. Martin (1965) en Aus dem Leben des Hl. Nikolaus (1965).
- 1966 ontwerp wandkleed (4x3 meter) van Onze-Lieve-Vrouw van Troost voor de kapel van Glacis onder Limpertsberg, een van de stadsdelen van Luxemburg. Samen met zijn vrouw. Het werk werd uitgevoerd door de firma De Wit.
- 1967 illustraties voor Helder's Kinderbibel.

glasramen
- 1938 glas-in-loodraam met de heilige Carolus Borromeus voor de bisschopssacristie in de kathedraal van Luxemburg. Uitgevoerd door de firma Linster uit Mondorf-les-Bains.
- 1951 glas-in-loodramen voor de parochiekerk van Gilsdorf. Uitgevoerd door de firma Linster uit Mondorf-les-Bains.
- 1951 glas-in-loodramen voor het koor van de Sint-Maartenskerk van Dudelange.
- 1952 glas-in-loodramen aan de zuidzijde van het middenschip, met figuren van de Benedictijnse orde, en een roosvenster aan de westgevel van de Sint-Willibrordusbasiliek in Echternach, samen met broer Joseph.[11]
- 1957 glas-in-loodraam voor de Église Saint-Georges in Fischbach. Uitgevoerd door de firma Linster uit Mondorf-les-Bains.
- ca. 1961 glas-in-loodramen voor de Onze-Lieve-Vrouw van Altijddurende Bijstandkerk in Ronse.
- 1961 glas-in-loodraam van de annunciatie voor huishoudschool Fieldgen in Luxemburg-Stad.
- 1961 glas-in-loodraam voor de kapel van het seminarium.
- 1963 glas-in-loodramen voor het 'Altersheim' in Junglinster, in samenwerking met broer Joseph.
- 1964 glas-in-loodramen met de heiligen Willibrordus en Kunigunde voor de kathedraal van Luxemburg.[12]
- 1965 glas-in-betonramen voor de Heilig Hartkerk in Bivels.
- 1966 zes glas-in-loodramen voor de kapel van Glacis.
- glas-in-loodramen voor de parochiekerken van Beaufort (1949), Vianden (1952), Bourglinster (1960) en Neudorf (1965).
- glas-in-loodramen voor de Sint-Pauluskerk (ca. 1953) in Heidstok (Völklingen, Duitsland), de Kirche Herz Mariä (1956) in Dorf im Wandt (Großrosseln, Duitsland), de Sainte-Vierge-Marie (1956) in Capellen (Luxemburg), de Martin-Luther-Kirche (1957) in Webenheim (Blieskastel, Duitsland), en voor de Église de la Nativité de la Bienheureuse-Vierge-Marie (1960) in Schlindermanderscheid (Luxemburg), in samenwerking met zijn vrouw.[13]

## Fotogalerij

Wapen van mgr. Léon Lommel (1949)
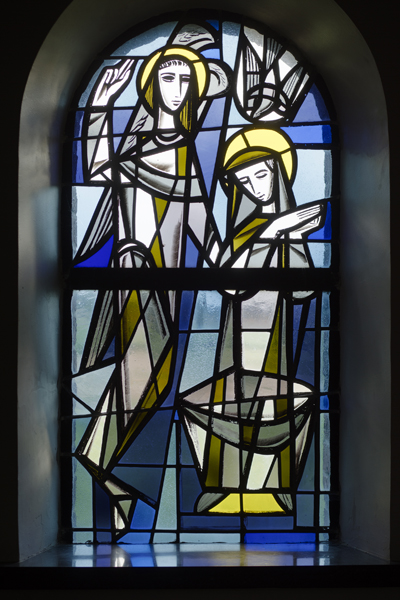
raam (ca. 1961), Ronse.

- Biblioteca Nacional de España: XX1291021
- Gemeinsame Normdatei: 1013333861
- International Standard Name Identifier: 0000 0003 9783 250X
- Library of Congress Control Number: n50021443
- Musée national d'archéologie, d'histoire et d'art: lkl005216
- Nederlandse Thesaurus van Auteursnamen: 071105638
- Virtual International Authority File: 60088748
- WorldCat: E39PBJgX9T768DQbgY68JCr8YP